# Indústria bélica

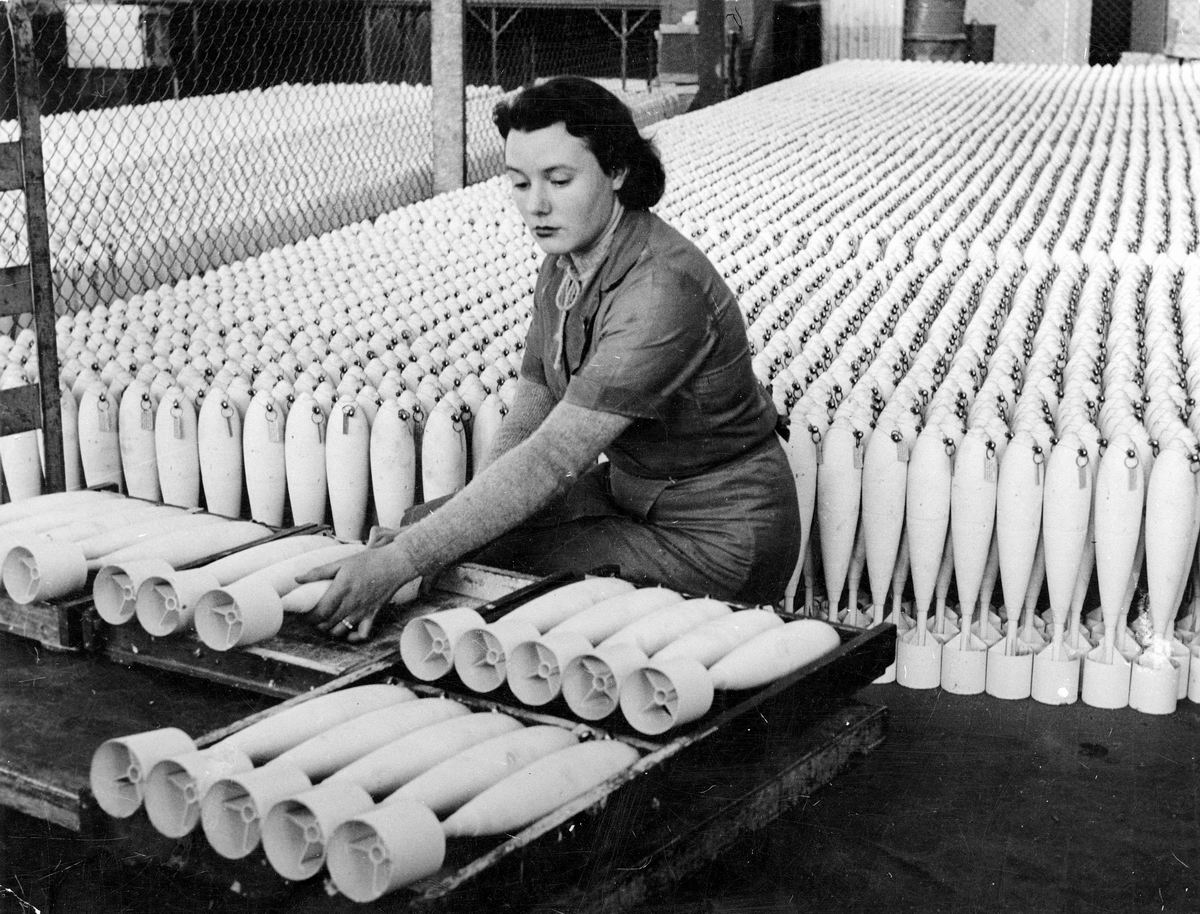
Operária numa fábrica de armas australiana em 1943

A indústria bélica, armamentista ou militar é o comércio e a indústria global que fabrica e vende armas e munições, equipamentos e tecnologia militar. Compreende no envolvimento, governamental ou privado, na pesquisa e desenvolvimento, produção de materiais, serviços, equipamentos e instalações militares. As empresas produtoras de armas produzem os mais diversos tipos de armas principalmente para as forças armadas e de segurança de quase todas as nações. Departamentos governamentais também estão envolvidos na indústria armamentista, comprando e vendendo armas, munições e outros artigos militares. Armas de fogo, mísseis, aeronaves, veículos e embarcações militares, entre outros, são os subprodutos da indústria bélica. Tem um papel significativo no próprio desenvolvimento da ciência e da tecnologia, principalmente em tempos de guerras, como a 1ª e 2ª guerra mundial (ver: Tecnologia durante a Segunda Guerra Mundial). 
Tecnologias como câmeras digitais, radar, drones, GPS, internet, etc., foram originalmente desenvolvidas pela indústria bélica para fins militares. As Spin-off's ("empresas derivadas") adaptaram tais tecnologias para o uso civil.
Cerca de  1.756 trilhões de dólares são gastos na indústria militar todos os anos, cerca de 2,7% do Produto Interno Bruto (PIB) mundial, embora em 1990 esse gasto tenha correspondido a cerca de 4% do PIB mundial. O conjunto de vendas das 100 armas mais vendidas corresponderam a cerca de 315 bilhões de dólares em 2006. O comércio internacional de armas em 2004 movimentou mais de 30 bilhões de dólares, embora tenha caído pela metade em 2008.
Muitos países industrializados têm uma indústria bélica doméstica que satisfazem suas próprias forças armadas. Outros países permitem o comércio legal de algumas armas permitidas para a população civil com poucas restrições (ver: Direito ao armamento e Legislação sobre armas de fogo ), como nos Estados Unidos, enquanto que em outros existe uma extensa rede de comércio ilegal de armas, também nesses países, mas principalmente em países subdesenvolvidos e em desenvolvimento.
Em muitas nações, o suprimento armamentista é garantido pelo governo, ganhando grande importância política. A ligação entre política e a indústria bélica resulta no complexo militar-industrial, termo cunhado pelo ex-presidente americano Dwight D. Eisenhower, onde as forças armadas, o comércio e a política mantêm estreitas relações.
Durante a Guerra Fria, a exportação de armas era uma das táticas de influência das principais superpotências, os Estados Unidos e a União Soviética, em países do Terceiro Mundo. A corrida armamentista também dominou a esfera mundial naquela época, culminando na construção armas de destruição em massa.
|                                                                             |                                                                                                   | |
| Uma fábrica de armas produzindo munição, durante a Primeira Guerra Mundial. | Operárias montando pistolas na planta fabril de munições "John Inglis", Canadá, em abril de 1944. | Gastos militares no mundo (em bilhões de dólares) no ano de 2019 de acordo com dados do SIPRI (Stockholm International Peace Research Institute). |

## Lista dos maiores fabricantes de armas
Esta é uma lista dos maiores fabricantes de armas do mundo e outras empresas de serviço militar que mais lucram com a economia de guerra, sua origem também é mostrada. A informação é baseada em uma lista publicada pelo Instituto Internacional de Pesquisa para a Paz de Estocolmo (SIPRI) para 2020. Os números estão em bilhões de dólares americanos.
| Posição | Empresa                                                         | Receita de defesa (em bilhões de US$) | % da receita total da defesa |
| ------- | --------------------------------------------------------------- | ------------------------------------- | ---------------------------- |
| 1       | Lockheed Martin                                                 | 53.2                                  | 89%                          |
| 2       | Boeing                                                          | 33.5                                  | 44%                          |
| 3       | Northrop Grumman                                                | 29.2                                  | 86%                          |
| 4       | Raytheon Technologies                                           | 25.3                                  | 87%                          |
| 5       | General Dynamics                                                | 24.5                                  | 62%                          |
| 6       | Aviation Industry Corporation of China                          | 22.4                                  | 34%                          |
| 7       | BAE Systems                                                     | 22.2                                  | 95%                          |
| 8       | China Electronics Technology Group                              | 15.0                                  | 46%                          |
| 9       | Norinco                                                         | 14.5                                  | 22%                          |
| 10      | L3Harris Technologies                                           | 13.9                                  | 77%                          |
| 11      | United Technologies (desde abril de 2020 Raytheon Technologies) | 13.1                                  | 17%                          |
| 12      | Leonardo S.p.A.                                                 | 11.1                                  | 72%                          |
| 13      | Airbus                                                          | 11.0                                  | 14%                          |
| 14      | Thales Group                                                    | 9.4                                   | 46%                          |
| 15      | Almaz-Antey                                                     | 9.4                                   | 98%                          |